# Sesleria alba
Sesleria alba là một loài thực vật có hoa trong họ Hòa thảo. Loài này được Sm. miêu tả khoa học đầu tiên năm 1808.